# Evania carinigera
Evania carinigera är en stekelart som beskrevs av Jean-Jacques Kieffer 1905. Evania carinigera ingår i släktet Evania och familjen hungersteklar. Inga underarter finns listade i Catalogue of Life.